# Journal de Guadalcanal
 (décembre 2013).
Journal de Guadalcanal (titre original : Guadalcanal Diary) est un mémoire rédigé par le correspondant de guerre Richard Tregaskis dont la première édition fut publiée par la maison d'édition Random House le 1er janvier 1943. Ce journal raconte le séjour de l'auteur au sein du Corps des Marines des États-Unis à Guadalcanal au cours des premières phases, en 1942, de la bataille charnière du théâtre d'opérations du Pacifique de la Seconde guerre mondiale. L'œuvre a fait l'objet d'une réédition en 2010 par la maison d'édition Amereon Limited.

## Style narratif
Tregaskis relate les combats et conversation dans un style vernaculaire très facilement accessible. Il prend également le soin de citer les noms complets, grade et ville d'origine de chaque Marine qu'il rencontra au cours des semaines ou il séjourna sur l'île.

## Héritage
L'ouvrage fut bien accueilli au moment de sa publication en particulier pour sa description de la camaraderie qui règnait parmi les Marines. Par la suite, il devint un ouvrage de référence dont la lecture était requise pour tout candidat souhaitant devenir officier du Corps des Marines.
En 1943 l'œuvre donna lieu au tournage d'un film sous le même titre et dans lequel jouèrent William Bendix, Richard Conte, Anthony Quinn, and John Archer et inaugurant les débuts de Richard Jaeckel.